# Revolución (álbum de Regresión)
Revolución es el segundo disco del grupo de hard rock / heavy Regresión, fue publicado el 5 de mayo de 2009.

En este disco se cuenta con la colaboración de Javi Gamarra en los teclados, quien ya había colaborado con el grupo anteriormente en sus directos.

## Lista de canciones
1. Revolución
2. Un día como hoy
3. No calles más
4. Decirte adiós
5. Sigo vivo
6. Necrópolis
7. La apuesta
8. Una parte de mí
9. Nueva realidad
10. Oro negro